# برايتون شاربينو
برايتون شاربينو (بالإنجليزية: Brighton Sharbino)‏ (مواليد 19 أغسطس 2002) ممثلة أمريكية، ولدت بمدينة فلاور موند بولاية تكساس بالولايات المتحدة الأمريكية، شاركت في عدد من الأعمال الدرامية التلفزيونية منها إن سي آي إس عام 2013.
دورها «ليتزي سامويلز» في المسلسل التلفزيوني الموتى السائرون في الموسم الرابع والموسم الخامس.

## روابط خارجية
- برايتون شاربينو على موقع IMDb (الإنجليزية)
- برايتون شاربينو على موقع ميتاكريتيك (الإنجليزية)
- برايتون شاربينو على موقع روتن توميتوز (الإنجليزية)
- برايتون شاربينو على موقع قاعدة بيانات الأفلام العربية
- برايتون شاربينو على موقع ألو سيني (الفرنسية)
- برايتون شاربينو على موقع تيرنر كلاسيك موفيز (الإنجليزية)
- برايتون شاربينو على موقع أول موفي (الإنجليزية)
- برايتون شاربينو على موقع قاعدة بيانات الفيلم (الإنجليزية)
- برايتون شاربينو على موقع ليتربوكسد (الإنجليزية)
- برايتون شاربينو على موقع كينوبويسك (الروسية)